# Marcus Nikkanen
Marcus Rafael Nikkanen (* 26. Januar 1904 in Helsinki, Finnland; † 28. März 1985 ebenda) war ein finnischer Eiskunstläufer, der im Einzellauf startete.
Er ist der erfolgreichste finnische Eiskunstläufer im Herreneinzel und der einzige Finne, der in diesem Wettbewerb bei Weltmeisterschaften eine Medaille gewinnen konnte.
Der zehnfache finnische Meister Nikkanen nahm im Zeitraum von 1929 bis 1937 an sieben Weltmeisterschaften teil und platzierte sich nie schlechter als Siebter. 1933 in Zürich gewann er die Bronzemedaille hinter Karl Schäfer und Ernst Baier. Auch bei Europameisterschaften errang er einmal die Bronzemedaille, im Jahr 1930 in Berlin hinter Karl Schäfer und dem Tschechen Otto Gold. Es war die zweite Bronzemedaille für Finnland bei Europameisterschaften nach der von Gunnar Jakobsson 1923.
Nikkanen vertrat Finnland drei Mal bei Olympischen Spielen. 1928 in St. Moritz wurde er Sechster, 1932 in Lake Placid Vierter und 1936 in Garmisch-Partenkirchen Siebter.

## Ergebnisse
| Wettbewerb / Jahr       | 1928 | 1929 | 1930 | 1931 | 1932 | 1933 | 1934 | 1935 | 1936 | 1937 |
| ----------------------- | ---- | ---- | ---- | ---- | ---- | ---- | ---- | ---- | ---- | ---- |
| Olympische Winterspiele | 6.   |      |      |      | 4.   |      |      |      | 7.   |      |
| Weltmeisterschaften     |      | 6.   |      | 7.   | 4.   | 3.   | 4.   | 5.   |      | 7.   |
| Europameisterschaften   |      |      | 3.   |      |      |      |      | 5.   | 6.   | 7.   |